# Marsal (Tarn)
Marsal – miejscowość i dawna gmina we Francji, w regionie Oksytania, w departamencie Tarn. W 2013 roku liczba ludności wynosiła 279 mieszkańców. Przez miejscowość przepływa rzeka Tarn. 
W dniu 1 stycznia 2016 roku z połączenia dwóch ówczesnych gmin – Bellegarde oraz Marsal – utworzono nową gminę Bellegarde-Marsal. Siedzibą gminy została miejscowość Bellegarde. 